# Galiza Nova
Galiza Nova és una organització juvenil nacionalista fundada l'any 1988 amb la intenció d'acollir la pluralitat de militants joves que s'estaven incorporant al nacionalisme gallec. Encara que segons els seus estatuts era una organització independent, va començar a funcionar com l'organització juvenil del BNG, fins que a la II Assemblea (Sant Jaume de Galícia, 1990) es va aprovar l'ingrés en el Bloc. Això va comportar una participació important dels seus membres a càrrecs institucionals i a una estructura idèntica a la del Bloque d'aquell moment i que segueix sense variar fins avui: l'òrgan màxim és l'Assemblea Nacional, de la qual formen part tots els militants i que escull la meitat de la Direcció Nacional, l'òrgan de direcció entre les Assemblees. L'altra meitat està formada per un representant de cada comarca. La màxima representació de l'organització és el Secretari General. Els seus objectius polítics són l'alliberament nacional i la transformació de la societat (sense explotació nacional, de classe o gènere i desmilitaritzada).

## Secretaris Generals
- Catuxo Álvarez (1988-1990)
- Manuel Antelo (1990-1992)
- Bieito Lobeira (1992-1996)
- Martiño Santos (1996-2000)
- Rubén Cela (2000-2004)
- Xosé Emilio Vicente (2004-2007)
- Iria Aboi (2007-2012)
- Alberte Mera (2012-2016)
- Alberte Fernández (2016-2019)
- Paulo Ríos Santomé (2019-2021)
- Marta Gómez Martín (2021-)[1]